# Московский учебный округ
Московский учебный округ, один из самых первых и самых больших учебных округов в Российской империи.

## История
Округ был создан во время реформы 1803 года. Его центральным учреждением стала учёная корпорация Московского университета, получившего в начале XIX века автономию. Округ включал в себя Московскую, Ярославскую, Костромскую, Владимирскую, Калужскую, Нижегородскую, Орловскую, Рязанскую, Смоленскую, Тверскую и Тульскую губернии.
В годы правления Николая I произошел ряд изменений в системе образования страны, которые так же затронули управление округом. Устав 1835 года ограничил автономию Московского университета и исключил управление гимназиями и училищами из ведения университета. Были расширены полномочия попечителя по управлению учебным округом.
В 1896 году Московским земством был представлен проект развития начальных школ для обеспечения начальным образованием всех детей обоего пола. Согласно этому проекту требовалось дополнительно построить 277 школ, из них 91 школа — «уменьшенной стоимости». Максимальное расстояние доступности школ устанавливалась в пределах 3 миль. Содержание этих школ требовало бы дополнительно 127,7 тыс.руб. ежегодно при условии отопления, освещения и охраны школы за счёт сельских обществ. В связи с отсутствием законодательно учтановленного порядка финансирования школ земствам приходилось реализовывать их лишь в меру наличия собственных ресурсов. Равным образом, из-за нехватки средств и в силу отсутствия единой государственной обязывающей нормы не могли быть реализованы в полном объёме декларации об «обязательном обучении», присутствовавшие в некоторых уставах о народных училищ.
После первой всеобщей переписи 1897 г., которая дала наиболее обширные и достоверные статистические сведения об оценке просвещения и образования, появляется новый проект введения всеобщего обучения. Проект был подготовлен в 1903 г. чиновником МНП В. И. Фармаковским.
Этот законопроект предусматривал открытие целой сети новых школ способных обеспечить обучение всех детей возрастом от 8 до 11 лет. распространялся законопроект соответственно только на 11 губерний Московского учебного округа. Стоимость проекта оценивалась в 108,5 млн руб. Основной объём финансирования возлагался на государство
Официальным изданием Московского учебного округа являлся «Циркуляр по управлению Московским учебным округом», выходивший ежемесячно в Москве с 1862 по 1911 год. С 1864 года выходил под названием «Циркуляр по Московскому учебному округу».

## Попечители
Руководство округом осуществлялось попечителем через училищный комитет. Фактически попечитель являлся посредником между университетом и Министерством народного просвещения. За годы своего существования учебный округ сменил 22 попечителя.
- Первым попечителем Московского учебного округа стал М. Н. Муравьёв[6].

- В ноябре 1807 года его сменил граф А. К. Разумовский, возглавивший Московский университет и, тем самым, принявший попечительство над округом. Через 3 года, в 1810 году, Разумовский стал министром народного просвещения.
- На посту попечителя Московского университета в апреле 1810 года Разумовского сменил П. И. Голенищев-Кутузов, который не признавал внутренней автономии университета и стремился лично управлять им. В это время была создана кафедра славянского языка и Общество любителей российской словесности. Попечительство П. И. Голенищева-Кутузова совпало со временем разорения Москвы и её университета.

- С января 1817 года попечителем университета и округа стал князь Андрей Петрович Оболенский (1769—1852). Его «патриархальное, отеческое правление» университетом положительно характеризовали П. А. Вяземский, Н. М. Карамзин, А. И. Тургенев. Между попечителем округа и ректором университета сложились в это время доверительные отношения.

- В августе 1825 года попечителем был назначен генерал-лейтенант А. А. Писарев.

- В 1830 году округ возглавил князь С. М. Голицын. У него были два помощника: чиновника по особым поручениям — А. Н. Панин и Д. П. Голохвастов.

- В 1835—1847 годах попечителем округа был князь С. Г. Строганов. По его инициативе была открыта 2-я Московская гимназия. При нём были открыты мещанские училища для мальчиков (1835) и девочек (1844). В 1840 году выступил против решения министерства народного просвещения об ограничении доступа в университеты «лиц низких сословий». Подал в отставку 3 ноября 1847 года вследствие конфликта с министром С. С. Уваровым.

- В 1847 году попечителем округа по рекомендации С. Г. Строганова стал Д. П. Голохвастов, который исполнял обязанности помощника попечителя в период 1832—1847 годов. В должности попечителя Голохвастов был до своей смерти в 1849 году.

- 1 ноября 1849 года в должность попечителя вступил генерал-адъютант В. И. Назимов. На посту попечителя Назимов вызывал недовольство введением военных порядков в управление, сокращением набора студентов[6]. При его попечительстве во исполнение высочайшей воли императора Николая I в российских университетах были ликвидированы кафедры философии и философские факультеты, а существовавшие в рамках философских факультетов два отделения стали называться: первое — историко-филологическим, а второе — физико-математическим. Однако, «Биографический словарь» отмечал, что в продолжение семи лет «Назимов, обладая прямым, ясным взглядом на вещи, сумел согласовать строгое исполнение своих обязанностей с сочувствием к интересам науки и литературы, а требования дисциплины с теплым участием к учащейся молодежи, которую бережно охранял от всяких невзгод и увлечений», и что «своим твёрдым и вместе с тем гуманным образом действий Назимов успел привлечь к Московскому университету благоволение императора Николая I». Помощниками попечителя в этот период были В. Н. Муравьёв (1852—1853) и П. В. Зиновьев (1853—1856).

- С апреля 1856 года по март 1858 округ находился под попечительством Е. Г. Ковалевского. При нём было проведено в жизнь «Высочайшее дарование лицам, чувствующим призвание открывать частные учебные заведения» (1857). В 1858 году была открыта первая в Москве частная гимназия Ф. Креймана.

- В 1858 году попечителем был А. Н. Бахметев, при котором открылась в Москве 1-я женская гимназия.

- В период 1859—1862 должность попечителя занимал Н. В. Исаков. В это время в Московском университете было восстановлено преподавание всеобщей географии. По его ходатайству устроены в Московском округе педагогические курсы для подготовки преподавателей средних учебных заведений. По его инициативе была перевезена в Москву коллекция графа Н. П. Румянцева; в Румянцевском музее были устроены университетские коллекции и кабинеты, публичная библиотека.

- В 1863 году на должность попечителя был назначен генерал-лейтенант Д. С. Левшин, ранее (1857—1862) занимавший аналогичный пост в Харьковском учебном округе.

- В период 1867—1873 годы попечителем был князь А. П. Ширинский-Шихматов.

- С 1 января 1874 года на должность попечителя был назначен князь Н. П. Мещерский[7].

- С 1881 года на протяжении 14 лет, до 1895 года, попечителем округа был граф П. А. Капнист. Он восстановил студенческий устав 1863 года, упразднённый в связи с волнениями и событиями 24 ноября 1887 года в Московском университете[8]. Его преемник писал, что «если бы граф Капнист в течение 14 лет своего попечительства держал себя как настоящий начальник, требуя от каждого профессора, чтобы он достойно исполнял свой долг, то мы не дожили бы до такой деморализации»[6].

- В 1895 году попечителем округа стал Н. П. Боголепов, перешедший в 1898 году с этой должности на пост министра народного просвещения.

- В 1898—1905 годах попечителем был П. А. Некрасов

- С началом подъёма первой русской революции на ставшую вакантной должность попечителя был вызван из Варшавы А. Н. Шварц. Вступив в должность попечителя Московского округа 6 сентября 1905 года, он получил спустя 2 месяца (16 ноября) статус сенатора, однако по приглашению П. А. Столыпина, продолжал курировать учебные заведения округа до 1908 года.

В это время, с конца 1905 по начало 1907 года, должность попечителя исполнял управляющий округом В. Д. Исаенков.
- С начала 1907 года попечителем был А. М. Жданов[6].

- Предпоследним попечителем округа с 1911 по 1917 год был А. А. Тихомиров[9].

- С 15 марта 1917 года должность попечителя округа занял С. А. Чаплыгин; в мае им была предложена реформа округа. В начале ноября история попечительства Московским округом завершилась.[6].

## События
26–30 апреля (9–13 мая) 1913 года в Смоленске прошёл съезд инспекторов народных училищ Смоленской губернии.

## Статистика
В 1911 году согласно школьной переписи в Московском учебном округе начальную школу посещало 4,88% от всего населения округа.
- 7,36% мужского населения
- 3,59% женского населения.[11]

По состоянию на 1915 год Московский учебный округ насчитывал 22,698 заведений всех типов, в которых обучалось в общей сложности 1,653,457 учащихся, в том числе начальных школ 20,935 с числом учащихся 1,435,331. В распределении по административно-территориальным составляющим округа:
- Владимирская губерния: учебных заведений — 1,972, учащихся — 149,476.
- Калужская губерния: учебных заведений — 1,502, учащихся — 103,081.
- Костромская губерния: учебных заведений — 1,792, учащихся — 110,071.
- Московская губерния: учебных заведений — 3,709, учащихся — 301,539.
- Нижегородская губерния: учебных заведений — 2,126, учащихся — 138,955.
- Орловская губерния: учебных заведений — 1,985, учащихся — 160,459.
- Рязанская губерния: учебных заведений — 1,892, учащихся — 155,898.
- Смоленская губерния: учебных заведений — 1,760, учащихся — 135,748.
- Тверская губерния: учебных заведений — 2,499, учащихся — 165,216.
- Тульская губерния: учебных заведений — 2,060, учащихся — 139,266.
- Ярославская губерния: учебных заведений — 1,401, учащихся — 93,748.

Распределение учащихся по типам учебных заведений (в числителе — количество учащихся, в знаменателе — число учебных заведений).
| Тип заведения                                                   | 1             | 2            | 3             | 4             | 5             | 6             | 7             | 8             | 9             | 10            | 11           |
| --------------------------------------------------------------- | ------------- | ------------ | ------------- | ------------- | ------------- | ------------- | ------------- | ------------- | ------------- | ------------- | ------------ |
| Высшие учебные заведения                                        |               |              |               |               |               |               |               |               |               |               |              |
| Духовные                                                        |               |              |               | 255 1         |               |               |               |               |               |               |              |
| Педагогические                                                  |               |              |               | 1,471 2       |               |               |               |               |               |               |              |
| Медицинские                                                     |               |              |               | 257 1         |               |               |               |               |               |               |              |
| Юридические                                                     |               |              |               | 190 1         |               |               |               |               |               |               | 664 1        |
| Военные                                                         |               |              |               | 582 1         |               |               |               |               |               |               |              |
| Межевые и топографические                                       |               |              |               | 380 1         |               |               |               |               |               |               |              |
| Земледельческие                                                 |               |              |               | 994 1         |               |               |               |               |               |               |              |
| Технические                                                     |               |              |               | 2,852 1       |               |               |               |               |               |               |              |
| Коммерческие                                                    |               |              |               | 452 1         |               |               |               |               |               |               |              |
| Художественные                                                  |               |              |               | 1,267 2       |               |               |               |               |               |               |              |
| Курсы для изучения языков                                       |               |              |               | 447 1         |               |               |               |               |               |               |              |
| Средние учебные заведения                                       |               |              |               |               |               |               |               |               |               |               |              |
| Гимназии, прогимназии, институты и лицеи                        | 9,351 31      | 3,881 13     | 5,649 19      | 27,869 113    | 6,649 22      | 9,364 30      | 6,122 22      | 8,715 27      | 5,642 16      | 6,109 21      | 6,251 17     |
| Реальные училища                                                | 1,285 5       | 564 1        | 750 4         | 4,927 23      | 1,213 5       | 930 4         | 830 5         | 882 4         | 1,465 6       | 926 4         | 428 2        |
| Духовные                                                        | 2,297 7       | 1,597 4      | 1,784 7       | 3,370 13      | 1,873 6       | 2,079 6       | 2,545 9       | 1,580 6       | 2,429 11      | 1,985 7       | 1,920 7      |
| Педагогические                                                  | 170 2         | 577 12       | 142 2         | 552 8         | 372 4         | 490 10        | 668 11        | 304 3         | 773 11        | 425 4         | 185 2        |
| Медицинские                                                     |               | 106 1        |               | 2,754 15      |               |               | 76 1          |               |               | 142 1         | 104 1        |
| Военные                                                         |               |              |               | 2,193 5       | 390 1         | 433 1         |               |               |               |               | 412 1        |
| Морские                                                         |               |              |               |               | 116 1         |               |               |               |               |               | 83 1         |
| Лесные и сельскохозяйственные                                   | 53 1          | 20 1         | 80 2          | 597 9         | 138 3         |               |               | 78 1          |               | 215 3         | 123 4        |
| Технические и ремесленные                                       | 1,366 15      | 394 6        | 278 6         | 4,713 35      | 1,090 13      | 812 6         | 581 5         | 257 5         | 446 7         | 524 6         | 481 8        |
| Коммерческие, торговые и промышленные                           | 257 2         |              | 642 6         | 9,662 46      | 360 2         | 191 1         |               |               | 393 1         | 230 1         | 637 4        |
| Художественные                                                  | 275 5         |              |               | 2,978 32      |               |               |               |               |               | 304 2         |              |
| Межевые, таксаторские и топографические                         |               |              | 137 1         |               |               |               |               |               |               |               |              |
| Курсы для изучения языков                                       |               |              |               | 433 64        |               |               |               |               |               |               |              |
| Профессиональные                                                | 112 1         |              |               | 605 20        |               |               |               |               |               | 350 1         |              |
| Частные учебные заведения и при церквях иностранных исповеданий |               | 287 10       | 208 11        | 8,581 653     | 341 7         | 649 18        | 478 8         |               | 124 3         | 819 25        | 404 8        |
| Прочие учебные заведения                                        |               |              |               |               |               |               |               |               |               |               |              |
| Училища слепых и глухонемых                                     |               |              | 92 2          | 295 2         | 7 1           |               |               |               |               | 68 2          |              |
| Религиозные нехристианские                                      |               |              | 69 2          | 20 1          | 5,630 85      | 51 3          |               |               | 16 2          |               | 45 1         |
| Начальные учебные заведения                                     |               |              |               |               |               |               |               |               |               |               |              |
| Низшие                                                          | 134,310 1,903 | 95,655 1,454 | 100,240 1,730 | 207,327 2,653 | 120,776 1,976 | 145,460 1,906 | 144,598 1,831 | 123,932 1,714 | 153,928 2,442 | 127,169 1,983 | 81,936 1,343 |

Примечание. Цифрами в столбцах таблицы обозначены административно-территориальные составляющие учебного округа:
- 1 — Владимирская губерния
- 2 — Калужская губерния
- 3 — Костромская губерния
- 4 — Московская губерния
- 5 — Нижегородская губерния
- 6 — Орловская губерния
- 7 — Рязанская губерния
- 8 — Смоленская губерния
- 9 — Тверская губерния
- 10 — Тульская губерния
- 11 — Ярославская губерния